# Nueva Pescanova
Nueva Pescanova es una empresa pesquera española con sede en Redondela (Área metropolitana de Vigo), Galicia. El grupo empresarial opera en diecinueve países con aproximadamente 10 000 empleados en todo el mundo. Actualmente es la segunda comercializadora de productos del mar de España (solamente por detrás de la también viguesa Grupo Profand), la quinta de Europa, y además se encuentra entre los veinticinco principales grupos de la industria pesquera mundial.

## Historia

### Década de 1960
Pescanova -antecesora del actual Grupo Nueva Pescanova- fue fundada en 1960 en Vigo por José Fernández López y sus hermanos. La idea partió de José, que junto a su hermano Antonio Fernández López, tenía una amplia experiencia en el campo del frío industrial, habiendo creado Frilugo en 1941 y Frigsa en 1951.
A finales de la década de 1950, José Fernández pasaba temporadas de trabajo en Vigo, alojándose en el Hotel Universal, frente al Real Club Náutico de Vigo. No demasiado versado en la actividad pesquera, se puso en contacto con el abogado Valentín Paz Andrade, un experto en esta materia. Durante aquellos años Paz Andrade era asesor de la Organización para la Agricultura y la Alimentación (F.A.O.) dependiente de la ONU, también ejercía de director de la revista Industrias Pesqueras y habitualmente daba conferencias en casi todos los países de América Latina. 

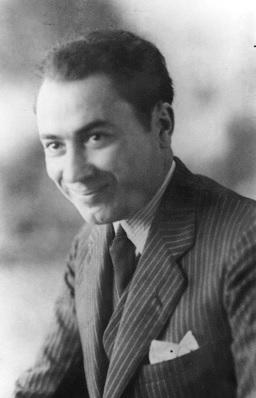
Los conocimientos pesqueros de Valentín Paz Andrade permitieron el lanzamiento de Pescanova en la década de 1960.

Pescanova se fundó 23 de junio de 1960 en Vigo. El primer consejo de administración estaba formado por José Fernández López como presidente, Valentín Paz Andrade, vicepresidente, Carlos Barreras, secretario y Álvaro Gil Varela, vocal. Más tarde se incorporarían en el consejo Román Fernández Davila y Antonio Pedrosa Latas como vocales. Desde sus inicios Pescanova desarrolló una tecnología desconocida hasta el momento para el proceso completo de manufacturación de pescado mediante el uso de grandes buques congeladores que procesaban y ultracongelaban las capturas a bordo del propio barco.
El primero de estos barcos fue el Lemos, que fue construido en el año 1961 por la factoría naval Astilleros y Construcciones (ASCON), hoy en día Rodman Polyships, en sus instalaciones de Meira en Moaña. Existe la creencia errónea que fue el primer buque congelador del mundo, honor que realmente le corresponde al Fairtry, ensamblado en Aberdeen para Fresh Frozen Foods ocho años antes. El Lemos contaba con una capacidad en sus bodegas de 250 toneladas de pescado congelado y al poco tiempo se unieron a la flota otros tres barcos de la denominada serie castillos, los nombres asignados a estas tres embarcaciones fueron los siguientes: Andrade, Pambre y Doncos. La serie se completó con los buques Soutomaior y Sobroso, este último contaba con una capacidad de carga en sus bodegas para 1 000 toneladas de pescado.
El Lemos tuvo como primer destino las aguas de los caladeros pesqueros de Argentina, Brasil y Uruguay. Esta primera campaña fue un verdadero éxito, ya que el barco regresó al puerto de Vigo a los pocos días con las bodegas cargadas de merluza.
La llegada del buque a Vigo fue un acontecimiento en el sector pesquero mundial, a su llegada al Puerto de Vigo se encontraban presentes los armadores de los principales puertos de España, además del presidente de Pescanova, José Fernández, y el gerente, Ángel Fernández, los cuales saludaron a la tripulación del navío. El pescado fue descargado y se almacenó en las cámaras frigoríficas de Pescanova, una vez se comprobó que las pruebas de calidad fueron totalmente satisfactorias el mercado aceptó el nuevo producto después de unas acertadas campañas publicitarias realizadas por parte de Pescanova.
El Andrade por su parte realizó su primera campaña en caladeros de África, pero el buque tuvo que volver a Vigo a la altura de Namibia, ya que llenó por completo sus bodegas y tuvo que regresar al puerto de Vigo para poder realizar la descarga del pescado capturado.
En 1963 la empresa construye los arrastreros Vimianzo y Villalba, que fueron toda una innovación pesquera para la industria pesquera española de la época, ya que en vez de realizar las capturas por un costado del buque (babor o estribor), lo hacían por la parte trasera del barco (popa). La incorporación de estas dos embarcaciones supuso un importante aumento de la capacidad pesquera de Pescanova.

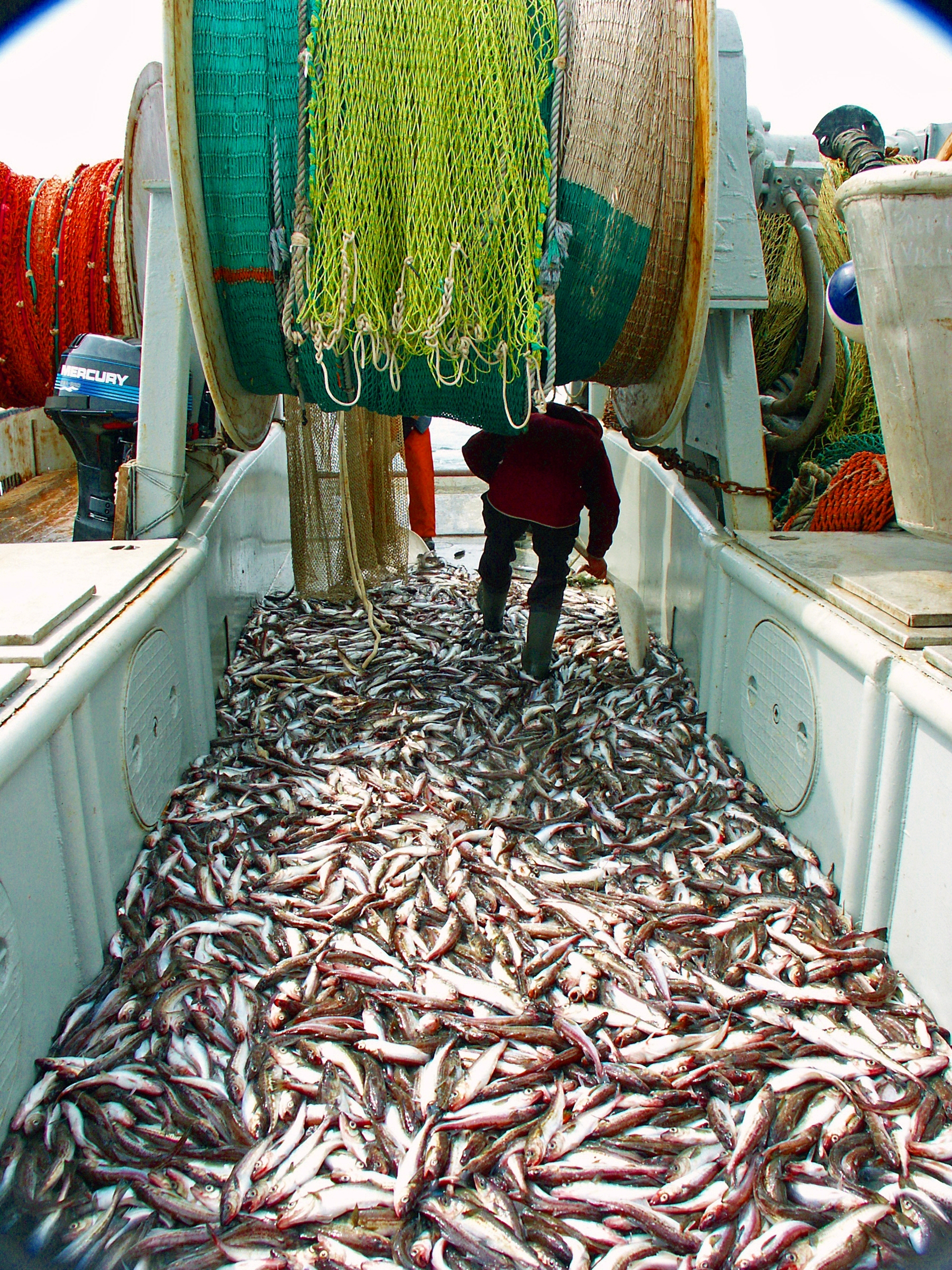
Los buques de Pescanova fueron los primeros de una empresa pesquera española que realizaron sus capturas mediante arrastre por popa.

En estos años los buques de Pescanova explotan nuevos caladeros pesqueros de diversos países africanos, como: Angola, Camerún, Guinea Bissau, Liberia, Nigeria o Sierra Leona.
A mediados de esta década, Pescanova adquiere un antiguo trasatlántico llamado el Habana, el buque se construyó en el astillero la Naval de Sestao y fue botado en 1920 con el nombre SS Alfonso XIII. En su época fue el barco más grande construido en España. Durante la Segunda República Española pasó a llamarse El Habana y en la guerra civil sirvió como buque hospital y también al transporte de mujeres y niños desde el puerto de Bilbao hasta el Reino Unido. Una vez finalizado el conflicto bélico, el navío fue transformado en un buque mercante.
El Habana continuó navegando durante la Segunda Guerra Mundial, y al final de la guerra fue transformado de nuevo, esta vez en un buque de pasaje y carga. En el año 1960 el navío ya no era rentable y fue amarrado en el puerto de Vigo para su desguace. 
El 1 de febrero de 1962 salió a remolque del remolcador holandés Clyde hasta el astillero ASTANO, para ser reconvertido en un moderno buque nodriza y factoría. Una vez finalizaron los trabajos de transformación fue bautizado con el nombre de Galicia, y el 7 de septiembre de 1964 se hace a la mar rumbo a los caladeros sudafricanos. En estos su función consistía en realizar funciones de fileteado, producción de harinas de pescado y aceites. El navío operaba en aguas del país, el pescado se lo facilitaba la flota pesquera de 10 buques que faenaban para Pescanova por aquellos años en las aguas sudafricanas. Una vez el Galicia finalizaba sus labores de procesamiento de los productos del pescado, estos eran desplazados al puerto de Vigo en buques frigoríficos. Para agilizar las labores del transporte de los productos, Pescanova construye los siguientes buques de transporte congeladores: Pontevedra, Orense, Lugo y Coruña.
En ese mismo año Pescanova compra en Redondela la empresa C.O.P.I.B.A., que inicialmente se dedicaba al secado del bacalao, transformándola en una moderna factoría con cámaras frigoríficas y áreas de elaboración para el envase de filetes y rodajas de merluza.
En ante el reto de abaratar costes de combustible en las largas travesías realizadas por los buques de la compañía, se construye el Gondomar, que fue el primer buque congelador del mundo que superaba los 100 metros de eslora. Al finalizar esta década la empresa contaba con una flota de más de cien barcos.

### Década de 1970
Con las innovaciones realizadas durante los años 60, la empresa obtuvo un gran crecimiento y se convirtió en la primera compañía pesquera de Europa, encontrándose entre las cien mayores empresas de España.

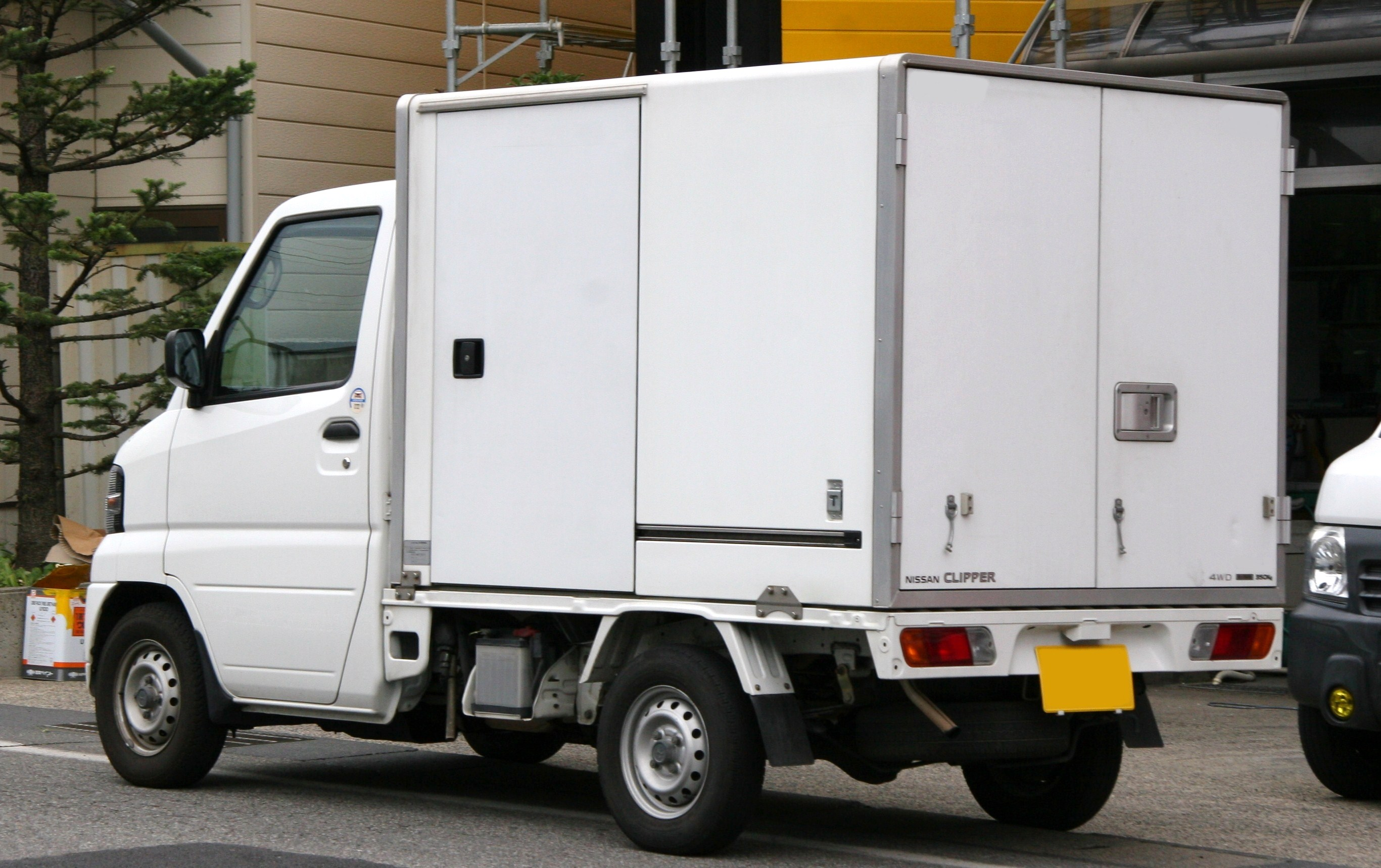
En la década de 1970, Pescanova distribuía productos congelados a más de 100 delegaciones en España con una flota de 60 camiones frigoríficos.

En 1972, la empresa contaba con una flota de 60 camiones frigoríficos que se encargaban de la distribución de productos congelados desde la base situada en Vigo a más de 100 delegaciones provinciales situadas en España. En ese año Pescanova ofertaba una gama de más de 100 productos diferentes y contaba con 55 delegaciones de venta a nivel nacional.
En esta época, Pescanova se encontró con el problema de que los caladeros pesqueros de algunos países como Canadá o Perú se ven delimitados como área económica exclusiva extendiendo la territorialidad de sus aguas desde las 12 a las 200 millas más cercanas a la costa. Este problema surgió en la década de 1960, suponiendo un serio peligro de expulsión de parte de la flota pesquera española de numerosos caladeros si no se contaba con el permiso de pesca.
Los países ribereños aplicaron esta legislación a sus aguas pesqueras lo cual delimitó la explotación de los recursos pesqueros en un radio de 200 millas en derredor.
En España se regulan las empresas mixtas facilitando la exportación de barcos y bienes pesqueros y la importación de los productos de la pesca realizados con tales barcos. Estas dificultades para operar en los caladeros de algunos países provocan que Pescanova se vea en la necesidad de acogerse a la regulación de empresas mixtas, que se encontraba recién implantada en España. A raíz de esta nueva política empresarial se constituyen empresa filiales del grupo en diversos países como: Camerún, Guinea (Afripesca), Marruecos, Mozambique (Pescamar Ltda.), Uruguay (Pesquerías Belnova S.A.), etcétera. 
La ampliación internacional del grupo empresarial en estos países, ha servido también para el desarrollo de dichas zonas ya que Pescanova invierte en la construcción de muelles, carreteras y en otros ámbitos como la educación o la sanidad.
En 1977 Manuel Fernández de Sousa-Faro, hijo del fundador, tomó las riendas de la presidencia y Alfonso Paz Andrade es designado como consejero delegado.
En estos años la empresa incorpora a su catálogo de productos precocinados diversos platos de vegetales o variedades de pizzas.
La empresa al finalizar esta década contaba con 55 delegaciones de venta en España y más de 100 productos en catálogo, lo que le permitió convertirse en la primera empresa pesquera de Europa.

### Década de 1980

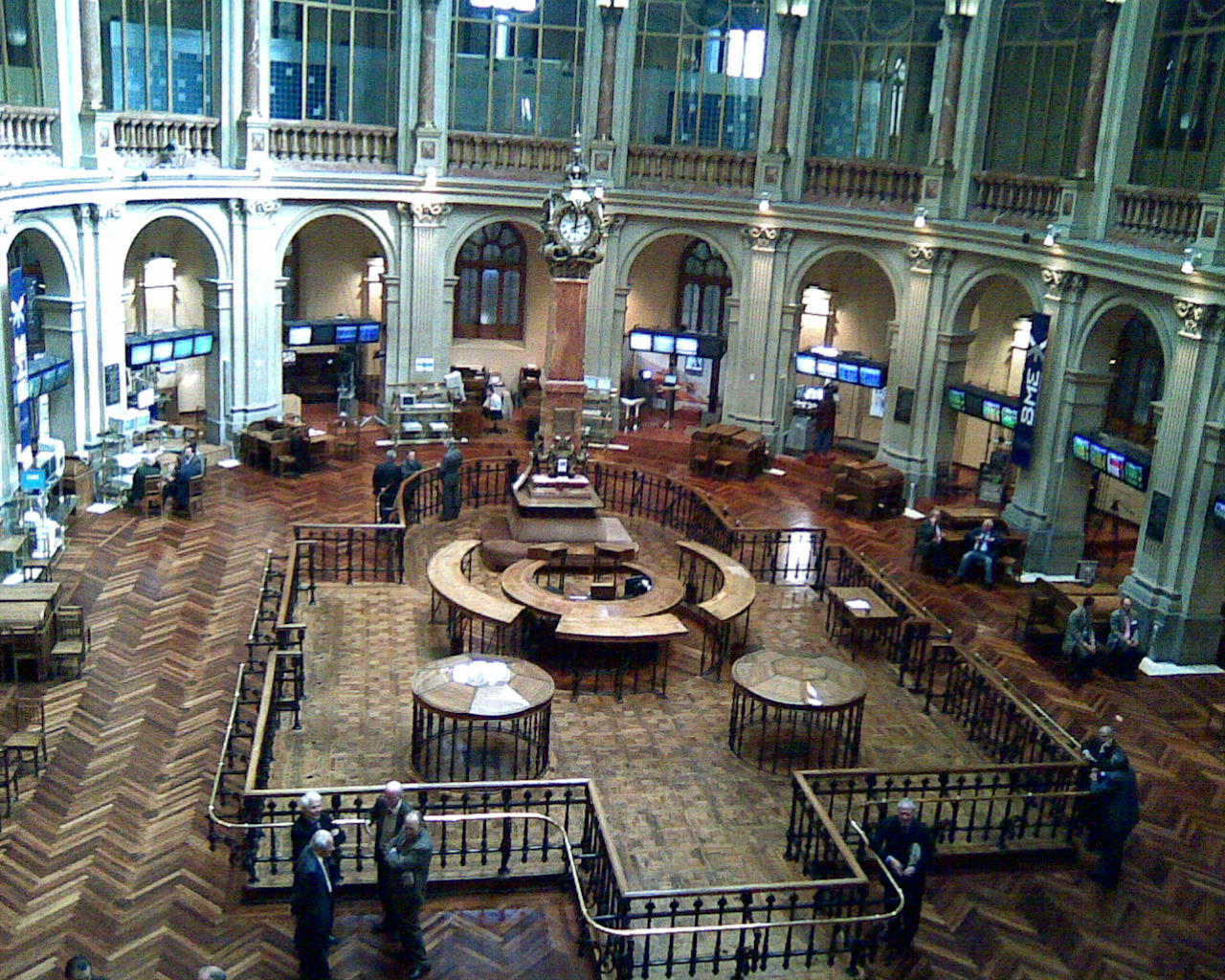
En 1985 la compañía comenzó a cotizar en la Bolsa de Madrid.

En los años de la década de 1980 la empresa funda diversas filiales dedicadas a actividades comerciales en diversos países europeos como Pescanova France en Francia y Pescanova Ltda. en Portugal, en esta década también se constituyen las fábricas de procesado de pescado y precocinados Frinova S.A. en Porriño y Bajamar Séptima S.A. en Arteijo, ambas situadas en Galicia.
En el año 1985 después de un período de reestructuración empresarial, la compañía empezó a cotizar en la Bolsa de Madrid. 
En los años siguientes parte de la actividad pesquera de Pescanova se expande a nuevos caladeros y se constituyen nuevas empresas filiales en países como Argentina, Australia, Chile, Escocia o Mauritania.

### Década de 1990
A comienzos de la década de 1990 se crea el club de consumidores Pescanova y se edita una revista del propio club que incluía diversos reportajes sobre alimentación, recetas de cocina, salud, etc. (actualmente la revista se puede consultar digitalmente). Simultáneamente el grupo empresarial sigue expandiéndose en actividades relacionadas con la acuicultura, principalmente en las plantas situadas en Chile (salmón), norte de España (rodaballo) y sur de España (langostino). En esta época también se crean las empresas NovaNam Ltd en Namibia, Pescanova Inc. en los Estados Unidos y Pescanova Italia.

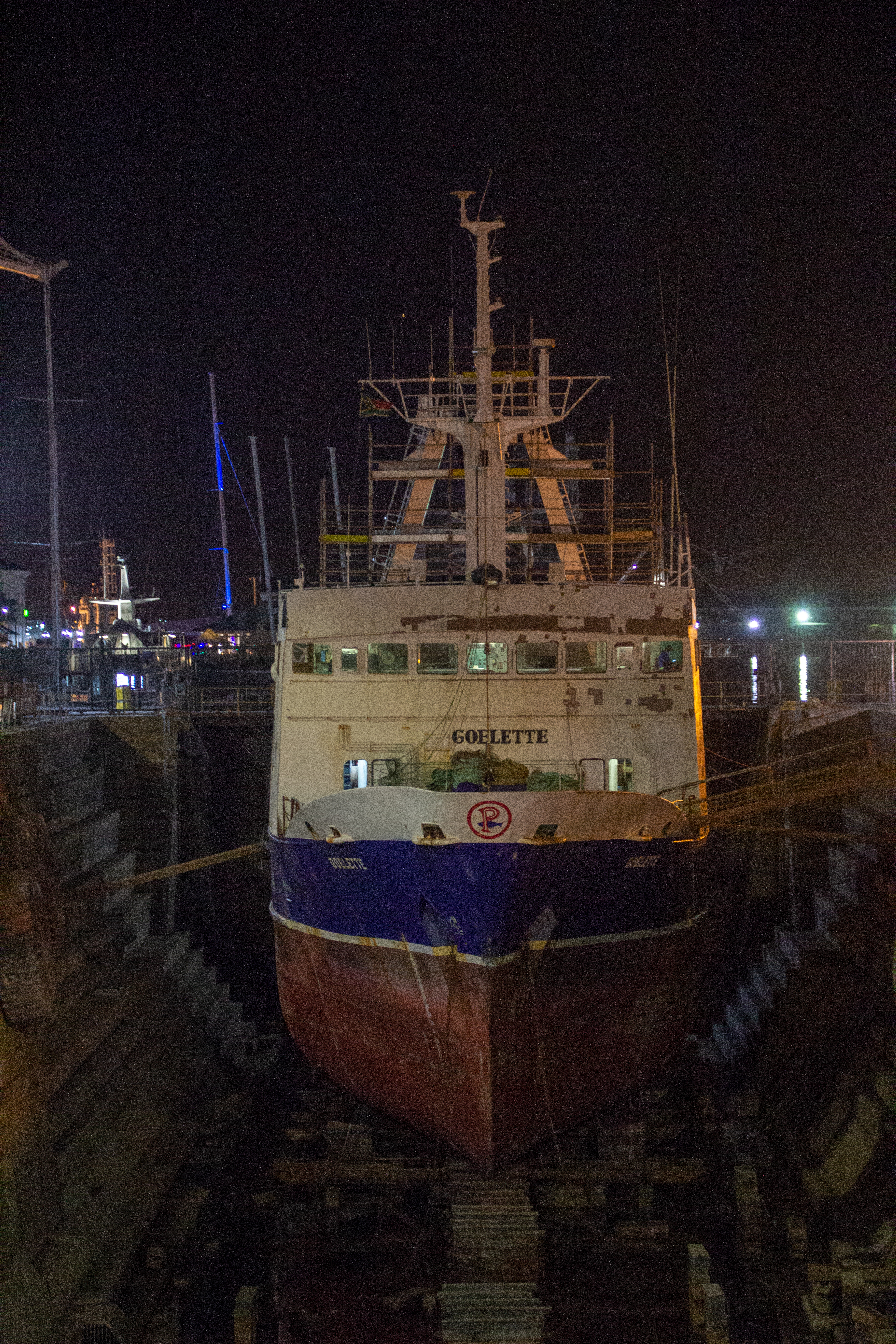
Arrastrero Goelette en Lüderitz.

En 1996 la empresa está en una situación financiera delicada y se encuentra a punto de ser absorbida por la empresa Unilever de los Países Bajos, el gobierno autonómico de la Junta de Galicia presidido por Manuel Fraga Iribarne concede un crédito a Pescanova que evita una posible absorción por parte del grupo empresarial holandés.
Al finalizar esta década Pescanova comienza a comercializar productos frescos, consolidándose como la principal compañía pesquera española tanto en productos frescos como en congelados.

### Década de 2000
Durante esta década Pescanova prosigue con la expansión de sus plantas de acuicultura, se construyen las dos mayores plantas del mundo destinadas a la cría del rodaballo en las localidades de Jove en España y Mira en Portugal, inicialmente está planta se proyectó en Cabo Touriñan en el municipio de Mugía, pero en el año 2005 el recién elegido presidente de la Junta de Galicia, Emilio Pérez Touriño, revocó el permiso concedido a Pescanova por el presidente saliente Manuel Fraga Iribarne. Además en estos años la compañía también adquirió diversas sociedades dedicadas al procesado de langostino vannamei situadas en Ecuador, Guatemala, Honduras y Nicaragua, estas cuatro plantas cuentan con una superficie tótal de 11 495 hectáreas.

### Década de 2010
El 15 de abril del año 2013 la compañía solicitó el preconcurso de acreedores en el decanato de Pontevedra, pese a una reciente ampliación de capital. La empresa optó por esta opción a causa de su abultada deuda, 1 522 millones de euros, ocho veces sus resultados de explotación anuales.
Además se revela en el mismo día de la presentación de la insolvencia en los tribunales que Manuel Fernández de Sousa-Faro había vendido la mitad de su participación del 14,4% de la empresa en los meses previos a la presentación del preconcurso.
Tras la presentación del preconcurso de acreedores y la salida de Fernández de Sousa de la presidencia, tres fondos de inversión multinacionales se encontraban interesados en reflotar la compañía de la quiebra, los inversores con interés en reflotar al grupo pesquero fueron los siguientes:
- Damm, Luxempart, KKR y Ergon Capital Partners, además de diversos fondos buitre.
- Centerbridge y Bluecrest.
- Los principales bancos acreedores - Banco Sabadell, Banco Popular, NCG Banco, Bankia, CaixaBank, Banco Santander y BBVA.

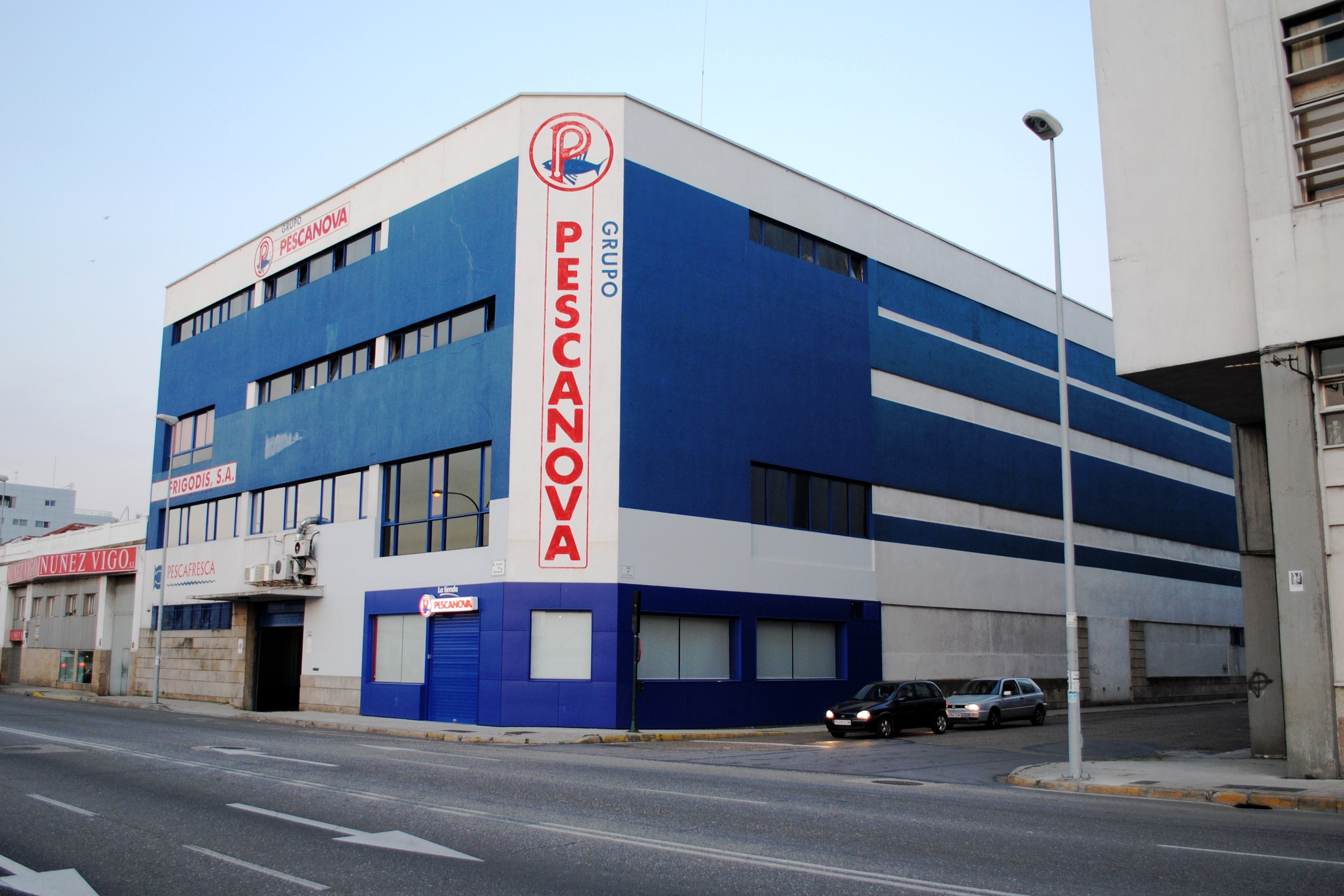
Instalaciones en la Avenida de Beiramar de Vigo.

La junta directiva y los accionistas minoritarios se opusieron a la entrada de los inversores Damm, Luxempart, KKR y Ergon Capital Partners al frente de la compañía, inmediatamente se produjo la dimisión del consejero Luis Ángel Sánchez-Merlo y Ruiz el 14 de enero de 2014, el cual alegó motivos personales a la Comisión Nacional del Mercado de Valores.
Al mismo tiempo, Pescanova inició las gestiones para la venta de la filial Pesca Chile, que contaba con ofertas de las pesqueras Cooke Aquaculture de Canadá y Econsult de Estados Unidos. Finalmente fue vendida en 2014 a Marine Harvest de Noruega.
El 2 de mayo de 2014, los principales bancos acreedores españoles acordaron levantar el concurso de acreedores, y la compañía consiguió mantenerse durante la crisis como una de las principales multinacionales de Galicia. Una vez se produjo la salida del proceso concursal, los inversores Damm y Luxempart abandonaron la gestión de la compañía, lo cual supuso las dimisiones de los consejeros José Carceller de Damm y Francois Tesch de Luxempart.

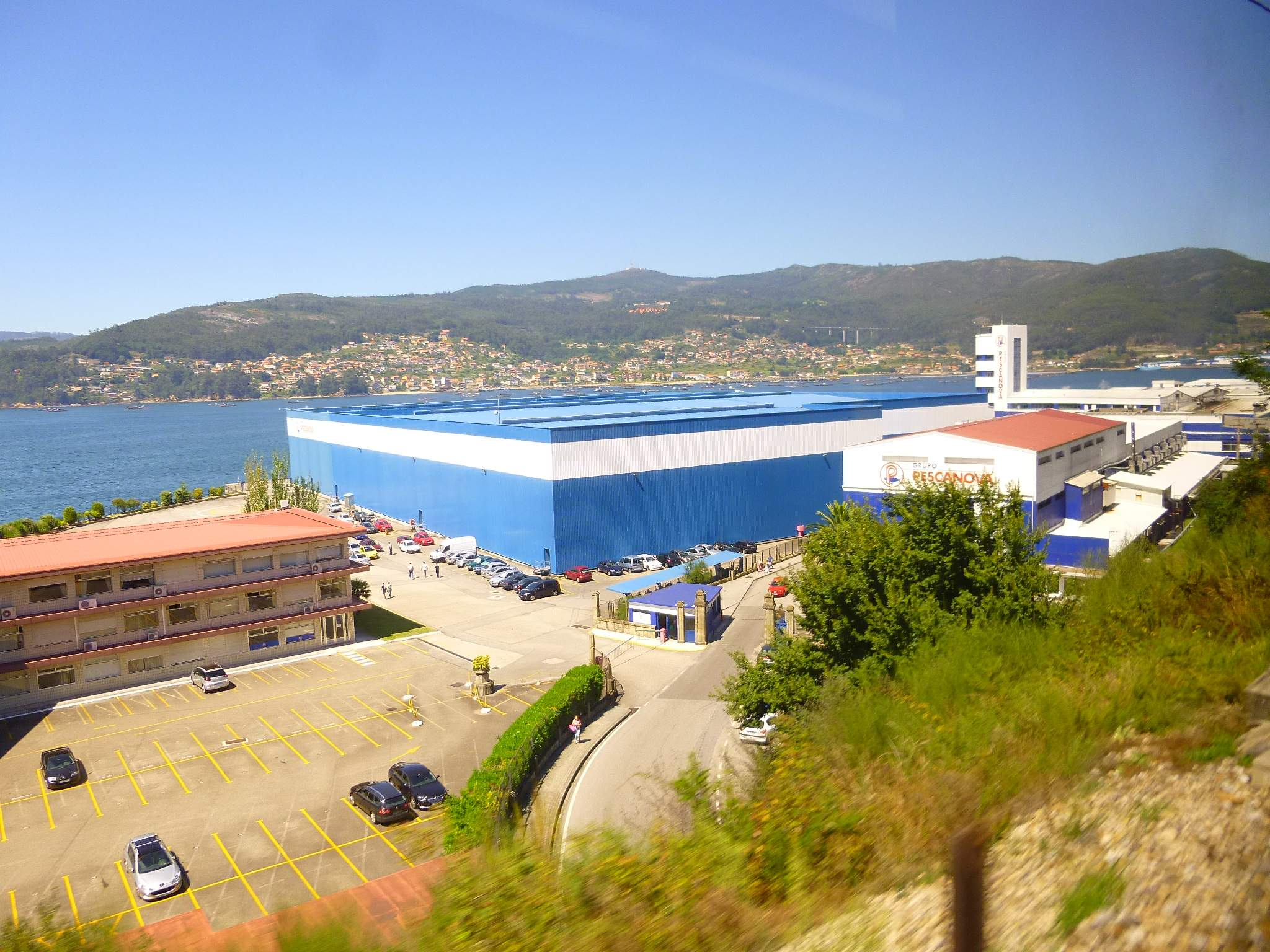
Vista de las instalaciones de Chapela con la Ría de Vigo al fondo.

El 22 de mayo la consultoría Deloitte informó a la Comisión Nacional del Mercado de Valores, la dimisión de Juan Manuel Urgoiti (grupo Damm), que había sido presidente de la multinacional desde septiembre de 2013.
El 23 de mayo, Pescanova consiguió salir definitivamente del concurso de acreedores después de 403 días. El plan de reestructuración empresarial había recibido el apoyo del 65% de los principales bancos acreedores españoles. La compañía continuó funcionando con normalidad bajo la tutela de la consultoría Deloitte.
El 2 de febrero de 2015, la compañía regresa a la senda de los beneficios con una facturación de 1 600 millones de euros en el año 2014, cifras que contrastan con las pérdidas de un año antes. En febrero de ese mismo año, Broadbill Investment Partners, fondo de inversión con sede en Nueva York, adquiere el 3,69% del accionariado de la compañía. En ese mismo mes la Comisión Nacional del Mercado de Valores, informa que el expresidente, Manuel Fernández de Sousa, continuaba como el mayor accionista de la compañía con un 7,5% del accionariado, seguido de Carolina Masaveu Herrero (Crisgadini),  con un 7,1% y en tercer lugar la cervecera Damm, con un 6,2% del accionariado.

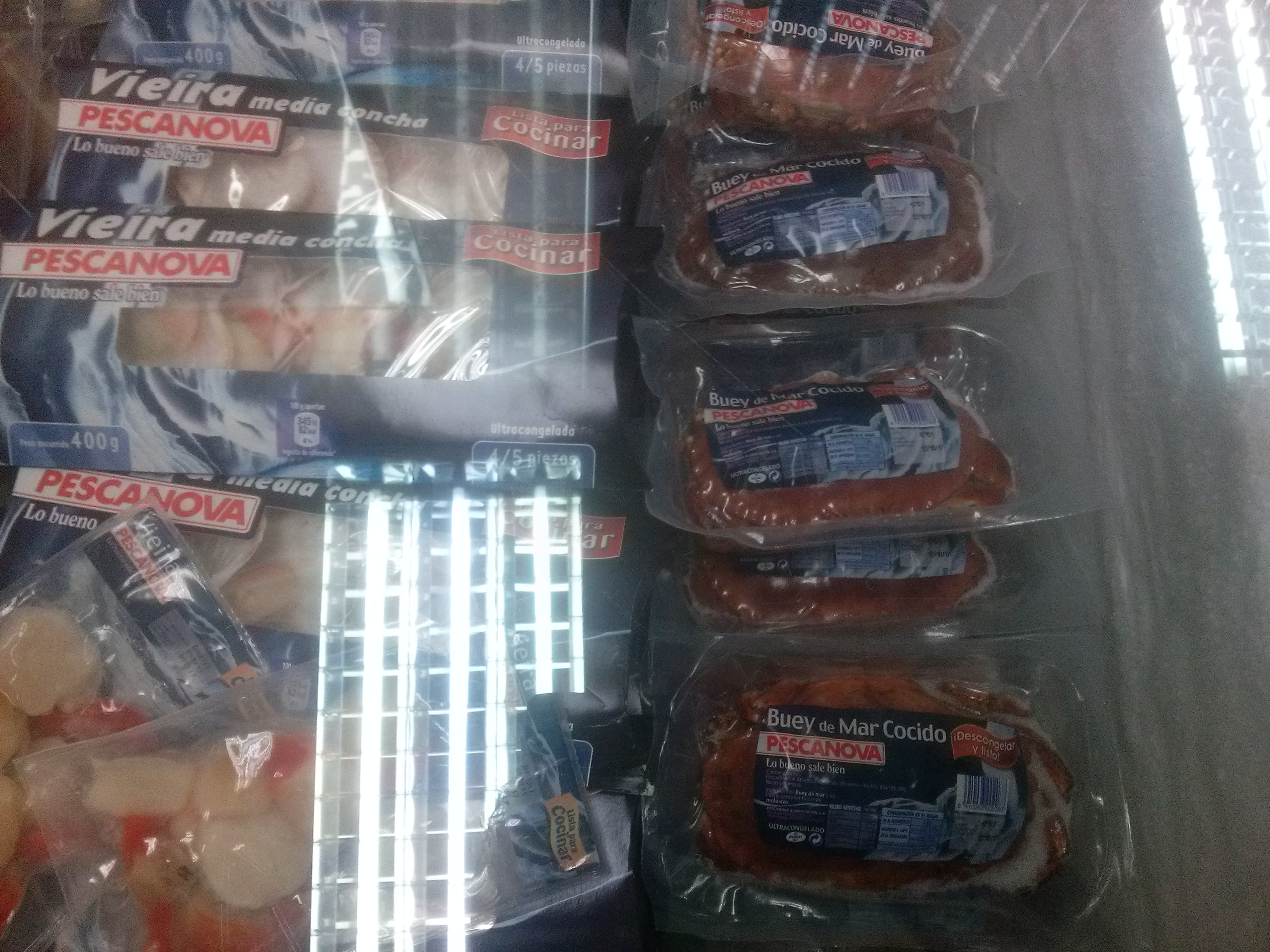
Envases de productos congelados comercializados por la empresa.

El 8 de enero de 2015, como consecuencia de la quiebra y entrada en concurso de acreedores de la compañía, el Juzgado Central de Instrucción número 5 de Madrid, ordena el embargo de todos los bienes del expresidente Manuel Fernández de Sousa, además del propio Fernández de Sousa, el juzgado también ordena embargar a los exdirectivos: Alfonso Paz Andrade, Antonio Táboas Moure, Carlos Turci, Fernando Fernández de Sousa y Alfredo López Uroz. En 2020 la Audiencia Nacional condenó a ocho años de cárcel a Manuel Fernández de Sousa por el fraude contable diseñado para obtener financiación bancaria para la empresa, así como por manipular las cuentas de la entidad para poder captar inversores, que acabaron perdiendo su dinero. Los otros once acusados recibieron penas de entre seis meses a tres años y medio de prisión.
En septiembre de 2015, se celebró la junta de accionistas en la que se aprobó por mayoría el plan de rescate, ampliación de capital y la refundación de la compañía con el nombre de Nueva Pescanova. Como consecuencia de la junta, se crea un holding empresarial que absorberá a las compañías filiales españolas y también la entrada de la banca acreedora como socio mayoritario de la compañía con un 80% del accionariado, además los accionistas minoritarios aumentan su participación con un 19,99% de la nueva sociedad.

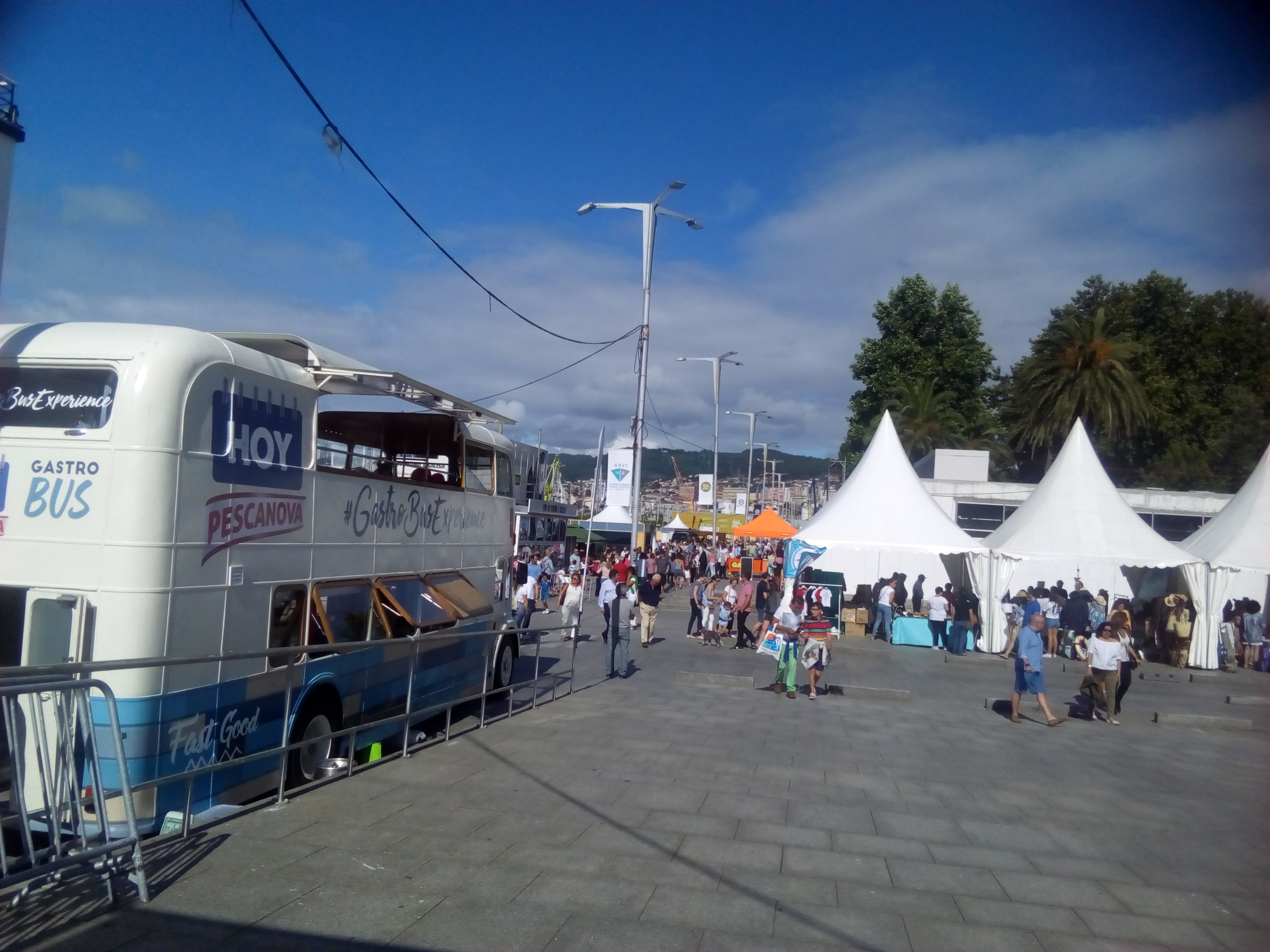
Gastrobús de Nueva Pescanova en el festival Vigo SeaFest de 2017.

Tras la junta de accionistas el reparto accionarial de Nueva Pescanova se distribuyó de la siguiente manera: Pescanova S.A. 20%, CaixaBank 15,55%, Banco Sabadell 14,46%, Grupo Popular 9,17&, HSBC Bank 8,93%, Abanca 8,19%, Banco Bilbao Vizcaya Argentaria 6,25%, SPV Global 5,84%, Bankia 4,59%, UBI Banca 4,14%, otros 2,88%.
En diciembre del año 2015, el nuevo consejo de administración incorpora al departamento de marketing de la compañía al cocinero Pepe Rodríguez Rey, miembro del jurado del programa Masterchef, para protagonizar junto a Rodolfo Langostino spots de recetas cocinadas con productos de Pescanova. También en diciembre de ese mismo año es designado como nuevo consejero delegado de la multinacional Ignacio González Hernández, procedente de Campofrío.
En 2017 la compañía aprueba su plan de negocio mediante una capitalización de créditos de aproximadamente 350 millones de euros, con esta operación la banca acreedora se hace con el control del 85% del accionariado, buscando además de esta manera y como objetivo a medio plazo la estabilidad económica de Nueva Pescanova, así como la realización de nuevas inversiones, entre las que destacan la renovación de la flota pesquera, contratando la construcción de 7 nuevos buques a la factoría naval de Astilleros Armón Vigo en el mes de noviembre, la modernización de las plantas acuícolas y la puesta en marcha de un centro I+D+i, el Pescanova Biomarine Center.
En junio de ese mismo año la CNMV anuncia que a partir del día 7 de ese mes se produce el levantamiento de la suspensión bursátil de Pescanova S.A. - conocida como la vieja Pescanova y que en esos momentos apenas contaba con un 1,6% del accionariado de Nueva Pescanova - por lo que la antigua Pescanova vuelve a cotizar nuevamente en la bolsa de Madrid tras más de 4 años (actualmente, la Vieja Pescanova solo tiene el 0,34% del Grupo Nueva Pescanova) . Un mes después se confirma que el holding Nueva Pescanova decide desprenderse de su filial Acuinova ACT. Piscícolas S.A., empresa dedicada al cría y procesamiento de rodaballo. La antigua filial se encontraba intervenida por la banca portuguesa desde el concurso de acreedores de la multinacional, siendo finalmente vendida por la banca lusa a la sociedad Ondas e Versos L.D.A.
En julio de 2018 Nueva Pescanova adquiere la compañía Unick Fish de Sudáfrica, esta operación tiene como objetivo potenciar las ventas de langostino.
El día 8 de marzo del año siguiente, tiene lugar en las instalaciones de Astilleros Armón Vigo la botadura del primer buque encargado por la compañía gallega en más de tres décadas, el pesquero bautizado como Lalandii es el primero de los siete buques encargados por Nueva Pescanova a la atarazana viguesa dos años antes con el objetivo de modernizar sus flotas pesqueras en Mozambique y Namibia.

### Década de 2020
Con la llegada del nuevo decenio, ABANCA se convierte en máximo accionista del grupo, adquiriendo el paquete accionarial de Caixabank y Banco Sabadell para congregar más del 80% de Nueva Pescanova. La nueva propiedad mayoritaria nombra a José María Benavent como nuevo presidente de la compañía y renueva el Consejo de Administración. Ese mismo año, la compañía continúa ampliando y renovando su flota pesquera con la entrega de nuevos buques: el Ponta Matirre, el NovaNam One y el NovaNam Two, destinados a pescar en Namibia y Mozambique. También se adhiere a los Principios para un Océano Sostenible de la ONU.

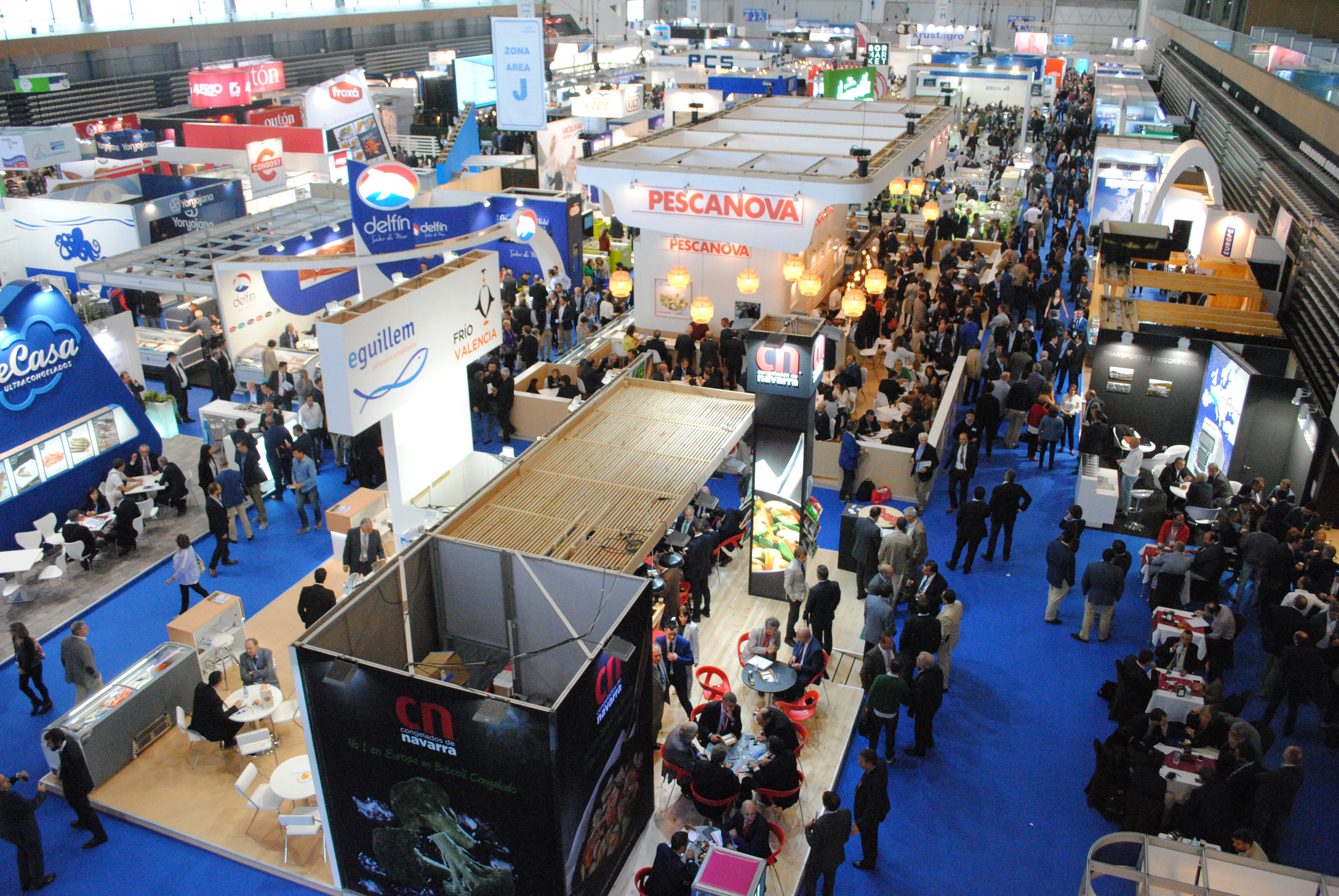
Stand de Nueva Pescanova en la edición de Conxemar del año 2016.

En 2021, el grupo aprueba una capitalización de deuda por valor de más de 542 millones de euros, deshaciéndose así de la heredada por parte de la antigua sociedad. Centrará sus labores empresariales en sostenibilidad, con la implementación de más plantas solares fotovoltaicas en Namibia y en fábricas de España, y en la acuicultura. Es en esta área donde firmará acuerdos con empresas como Microsoft o Repsol para mejorar la tecnología aplicada en este campo, además de sus sistemas de gestión energética. El 8 de noviembre de 2021 dará un paso más en esta apuesta con la inauguración del Pescanova Biomarine Center, un centro de I+D+i de acuicultura en la localidad costera de El Grove. Con esta apertura nace el primer centro privado de investigación acuícola además de un novedoso museo sobre los ecosistemas marinos.
En julio de 2025, el Ministerio de Agricultura, Pesca y Alimentación de España anunció, durante una visita oficial del ministro Luis Planas a la ciudad de Vigo, la adjudicación inicial de 5 millones de euros a la factoría de Chapela. Esta financiación procede del Proyecto Estratégico para la Recuperación y Transformación Económica (PERTE) Mar-Industria.

## Capacidad productiva
Nueva Pescanova es una de las mayores empresas pesqueras a nivel mundial y sus productos son comercializados en 80 países de 5 continentes. Actualmente el número de empleados de Nueva Pescanova supera las 10 000 personas en más de 18 países.

### Acuicultura
Nueva Pescanova dispone de aproximadamente 7 500 hectáreas destinadas a la acuicultura en donde se crían langostino vannamei, pulpo y rodaballo.

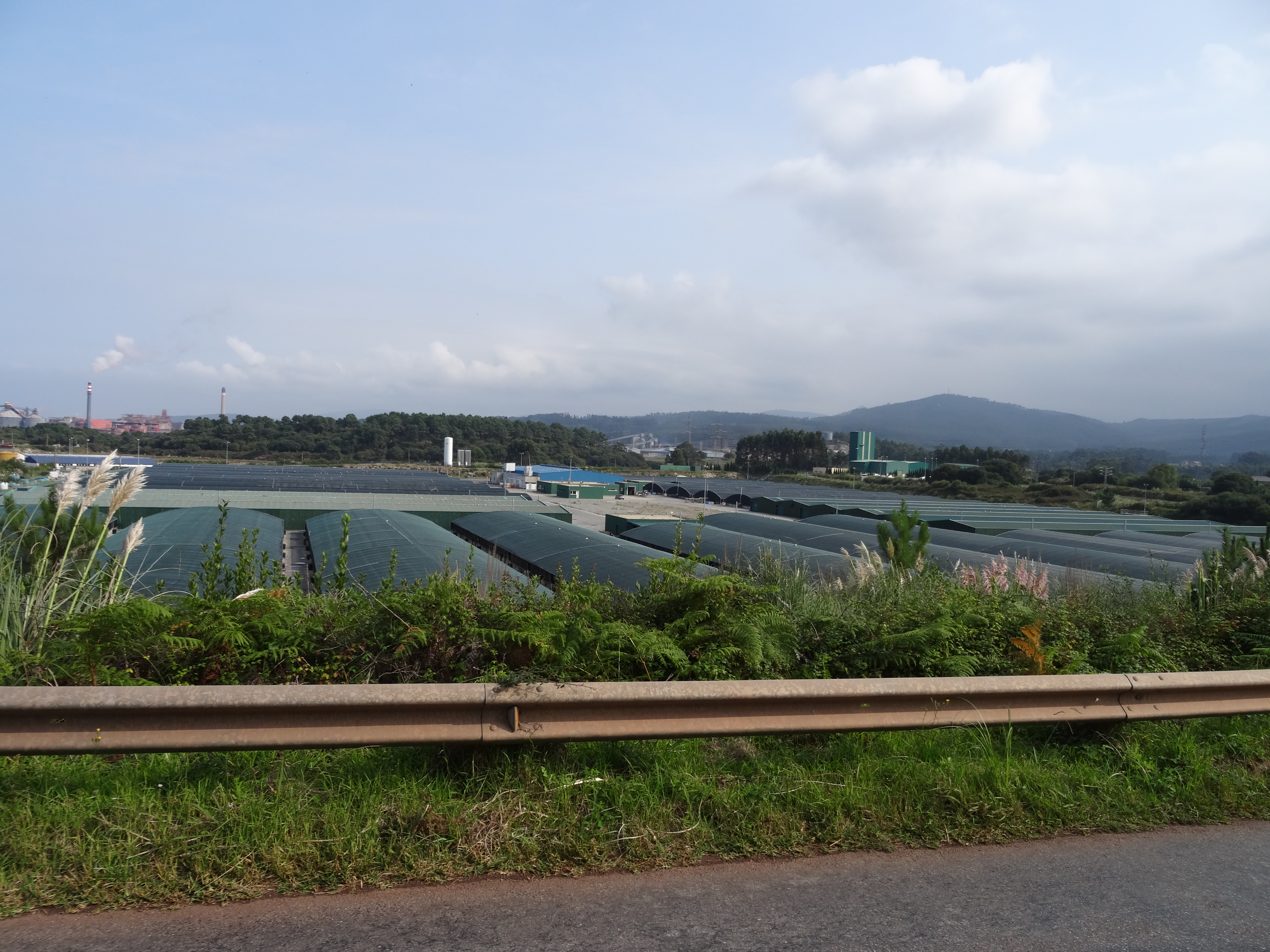
Instalaciones de Insuiña-Jove destinadas a la cría de rodaballo.

Las seis plantas de Nueva Pescanova destinadas a la cría de estas especies son las siguientes:
- Ecuador, Promarisco. Planta de 3 000 hectáreas situada en las orillas del río Guayas dedicada a la cría de langostino vannamei.

- España, Insuiña-Mougás. Planta situada en Oya dedicada a la reproducción de alevines de rodaballo.

- España, Insuiña-Jove. Planta de 63 000 m² situada en Jove dedicada al engorde de los alevines de rodaballo procedentes de la planta de Insuiña-Mougás.

- España, Pescanova Biomarine Center. Centro de 4 000 m² situado en El Grove dedicado a la investigación acuícola y a la cría de pulpo.[52]

- Nicaragua, Camanica. Planta de 4 500 hectáreas situada en Chinandega dedicada a la cría de langostino vannamei.

- Guatemala, Novaguatemala. Planta de 141 hectáreas situada en Champerico dedicada a la cría de langostino vannamei.

### Flota pesquera
Su flota pesquera consta de más de 70 buques pesqueros que faenan en diversos caladeros del hemisferio sur. Esta flota está formada tanto por congeladores como por fresqueros, los principales tipos de barcos fletados por la compañía para sus capturas son arrastreros, palangreros, poteros y tangoneros.

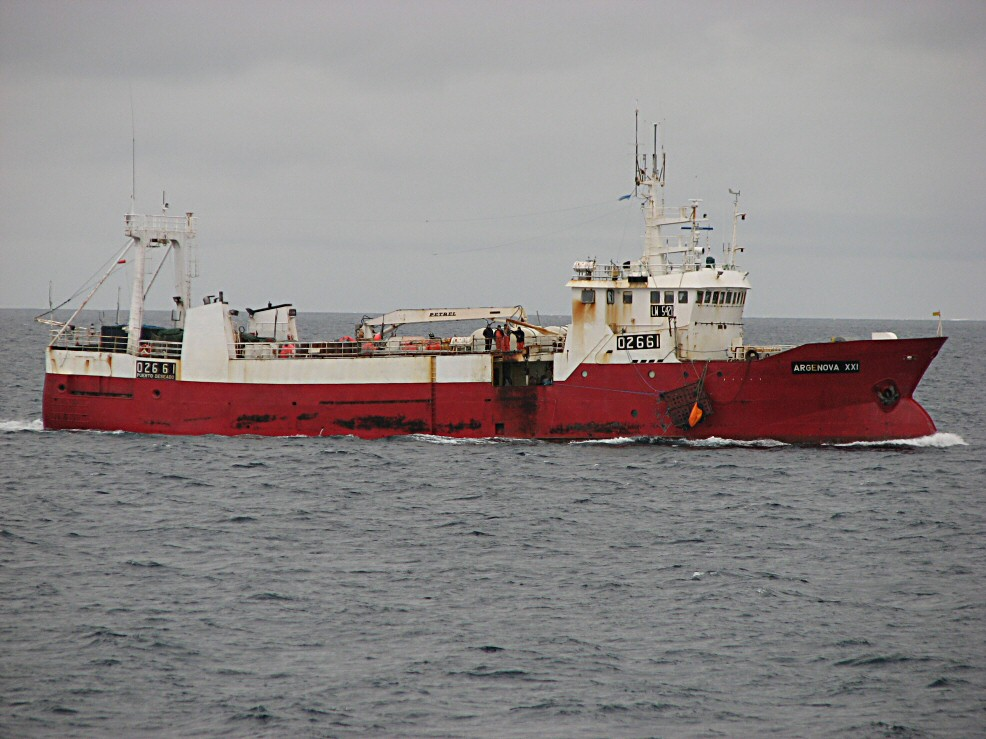
Arrastrero de la flota de Argenova.

Las filiales de Nueva Pescanova ubicadas en el hemisferio sur dedicadas a la pesca extractiva son las siguientes:
- Angola, Marnova. Su actividad es la pesca de cangrejo, gamba blanca o gamba roja, entre otras especies en caladeros del país.

- Argentina, Argenova. Su actividad es la pesca de gambón, merluza negra y pota en caladeros del país.

- Mozambique, Pescamar. Su actividad es la pesca de diversas especies de langostino en caladeros del país.

- Namibia, Novanam. Su actividad es la pesca de merluza, palometa, rape y rosada en caladeros del país.

- Sudáfrica, Novagroup. Su actividad es la pesca de diversas especies en caladeros del país.

- Uruguay, Belnova. Su actividad es la pesca de castañeta, merluza hubbsi, pota o rubio, entre otras especies en caladeros del país.

### Plantas de procesamiento
La compañía cuenta con 17 plantas de transformación dedicadas a la elaboración de sus propios productos repartidas en 10 países de África, América, Europa y Asia.
Estas plantas son las siguientes:

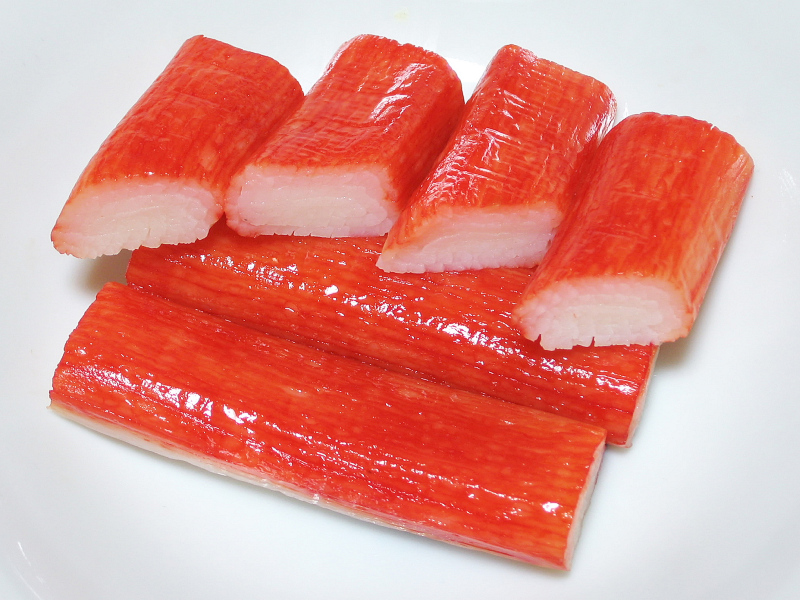
Varias plantas de procesamiento de Nueva Pescanova se dedican a la elaboración de surimi.

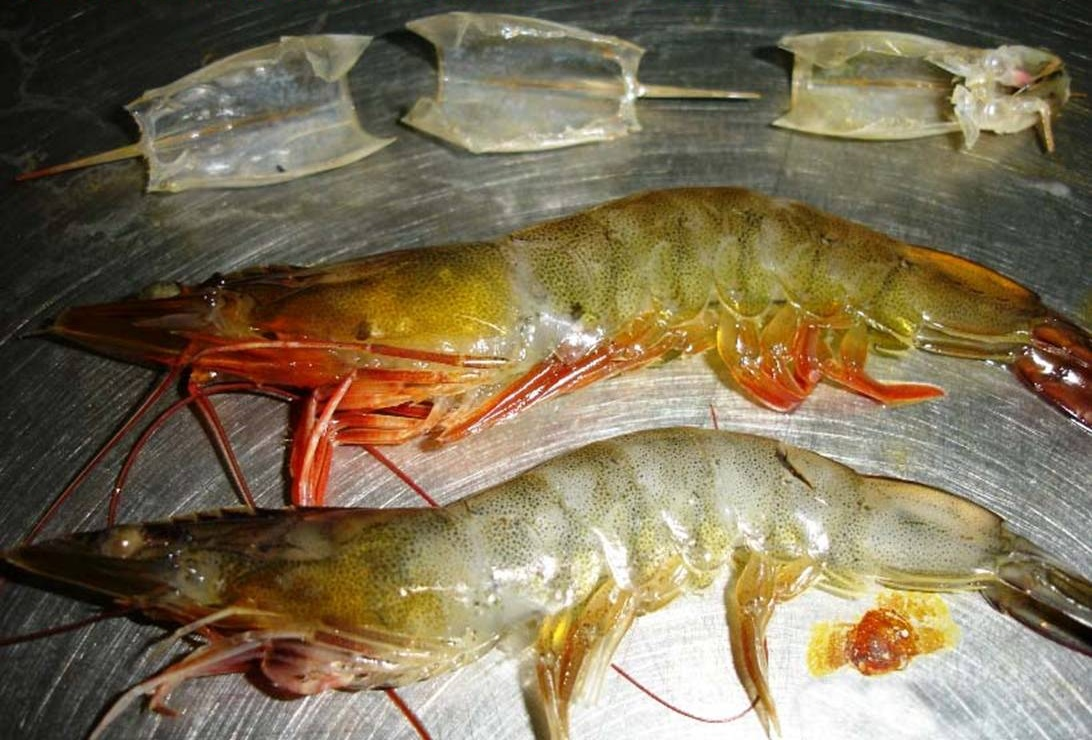
El langostino vannamei es uno de los principales productos comercializados por Nueva Pescanova.

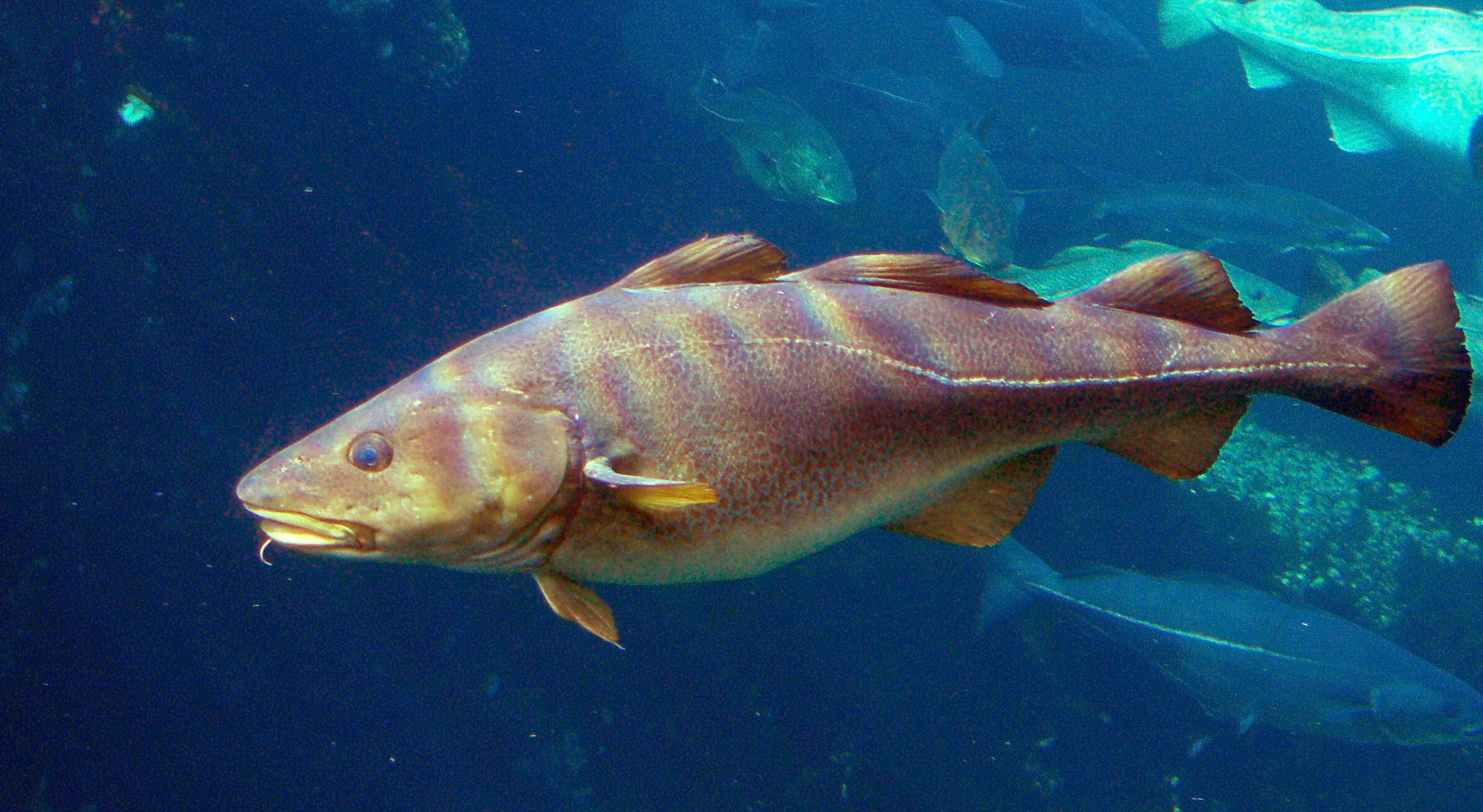
El centro industrial de Paterna se dedica a la elaboración de productos de bacalao.

- Argentina, Argenova. Planta situada en Puerto Deseado dedicada a la elaboración de productos capturados por la flota pesquera que la compañía posee en el país.

- Ecuador, Promarisco. Planta situada en Guayaquil dedicada a la preparación y congelación de langostino vannamei criado en sus propias instalaciones.

- España, Centro industrial de Arteijo. Planta situada en Arteijo dedicada a la cocción de gambón y langostino vannamei, entre otros productos.[58]

- España, Centro industrial de Catarroja. Planta situada en Catarroja dedicada al procesamiento principalmente de cefálopodos, como calamar, chipirón o potón, entre otras especies.

- España, Centro industrial de Chapela. Planta situada en Redondela dedicada a la elaboración de productos de surimi.

- España, Centro industrial de Paterna. Planta situada en Paterna dedicada al procesamiento de bacalao (salado, seco y congelado).

- España, Centro industrial de Porriño. Planta situada en Porriño dedicada a la elaboración de productos prefritos de cefálopodos y pescado, empanados y rebozados, ultracongelados.

- España, Insuiña-Xove. Planta situada en Jove dedicada a la preparación de rodaballo criado en sus propias instalaciones.

- Francia, Nueva Pescanova Francia-Boulogne-sur-Mer. Planta situada en Boulogne-sur-Mer dedicada a la cocción de crustáceos, gambón y langostino.

- Francia, Nueva Pescanova Francia-Lorient. Planta situada en Lorient dedicada a la cocción de crustáceos, gambón y langostino.

- Guatemala, Novaguatemala. Planta situada en Champerico dedicada a la preparación y congelación de langostino vannamei criado en sus propias instalaciones. En el centro también se preparan otros productos como marinados, pre-fritos o sushi.

- Irlanda, Eiranova Fisheries. Planta situada en Castletownbere dedicada al procesamiento principalmente de mariscos, como bogavante, camarón, cigala, nécora o vieira, entre otras especies.[59]

- Namibia, Novanam-Lüderitz. Planta situada en Lüderitz dedicada elaboración de productos capturados por la flota pesquera que la compañía posee en el país.

- Namibia, Novanam-Walvis Bay. Planta situada en Walvis Bay dedicada elaboración de productos capturados por la flota pesquera que la compañía posee en el país.

- Nicaragua, Camanica. Planta situada en Chinandega dedicada a la preparación y congelación de langostino vannamei criado en sus propias instalaciones, posteriormente el producto se distribuye a los cocederos que la compañía posee en Europa.

- Perú, Novaperú. Planta situada en San Juan de Miraflores dedicada al procesamiento de caballa, cefálopodos (calamar y potón) o surimi, entre otros productos.

### Oficinas comerciales
Nueva Pescanova dispone de diversas oficinas comerciales ubicadas en varios países.
Estas oficinas son las que se citan a continuación:
- España, oficina comercial de Chapela, situada en Redondela.

- España, oficina comercial Madrid área trading-mayor (Global Sales), situada en Madrid.

- Estados Unidos, Pescanova USA, situada en Miami.

- Francia, Nueva Pescanova France, situada en Saint-Laurent-du-Var.

- Grecia, Pescanova Hellas, situada en Atenas.

- Italia, Pescanova Italia, situada en Bolonia.

- Portugal, Pescanova Portugal, situada en Lisboa.

## Responsabilidad Social Corporativa
Al margen de sus actividades empresariales, la compañía a lo largo de su historia también ha invertido y financiado proyectos de obras sociales en aquellos países en donde se encuentran instaladas sus empresas filiales (Ecuador, Guatemala, Mozambique, Namibia, etcétera). Algunas de están acciones han sido la creación de escuelas y guarderías, reparación de flotas pesqueras, creación de cooperativas para el fomento del empleo, programas de reforestación, patrocinio de equipos deportivos, construcción de centros para personas de la tercera edad y construcción de viviendas para empleados.
Durante la pandemia de enfermedad por coronavirus en España de 2020, Nueva Pescanova colaboró donando alimentos para el personal sanitario que se encontraba trabajando en el hospital de campaña instalado en el IFEMA de Madrid. Durante esa pandemia la empresa también donó productos alimenticios a diversas ONG y comedores sociales de Vigo y su área metropolitana, a los ayuntamientos de Lüderitz y Walvis Bay en Namibia, así como diverso material sanitario a la asociación de enfermeras del Hospital Povisa de Vigo, a los equipos de soporte de atención domiciliaria de Getafe y Leganés, y a trabajadores de varias residencias de ancianos de la provincia de Toledo.

## Marketing
El grupo empresarial de alimentación destaca por su icónico personaje Rodolfo, que es distintivo de calidad y con el que ha grabado anuncios como los de Vicente del Bosque en la Navidad de 2018, el Calvo de la Lotería de Navidad en 2019, Mecano, Antonio Orozco para la campaña de verano de 2021 o Risto Mejide en la Navidad de 2021, entre otros.
Antes de la reestructuración de la compañía tuvo una importante repercusión social el eslogan «Lo bueno sale bien», creado en la década de 1980, o personajes empleados en campañas publicitarias como: Rodolfo Langostino, el Capitán Pescanova y el Grumete Pescanova.

## Premios y reconocimientos
Listado por orden cronológico de algunos de los premios con los que la compañía –antes Pescanova y ahora Nueva Pescanova- ha sido galardonada a lo largo de su historia.
- Reconocida en el año 2024 como la primera empresa pesquera española y la segunda del sector de los productos del mar a nivel global que más contribuye a una industria sostenible y responsable según el ranking elaborado por la organización sin ánimo de lucro World Benchmarking Alliance (WBA).[68]

- Premio Seafood Excellence Global Awards 2022 en las categorías de Innovación y en la de Mejor producto de venta al por menor.[69]

- Premio Carrefour en 2021 a la innovación en platos refrigerados.[70]

- Premio Galicia Alimentación en sus diferentes categorías en 2021 junto con Asoporcel, Gadis y Grupo Calvo.[71]

- Premio Mejor Proyecto de Responsabilidad Social Corporativa en el sector alimentación en 2019 por un documental que muestra la labor social llevada a cabo por la empresa en Namibia.[72]

- Premio Galicia Alimentación en la categoría de mejor estrategia de mercado e internacionalización en 2019 otorgado por el Clúster Alimentario de Galicia.[73]

- Premio Dircom Ramón del Corral en la categoría de mejor estrategia global de comunicación corporativa en 2019 otorgado por la Asociación de Directivos de Comunicación.[74]

- Premio Paraugas en 2019 en reconocimiento a las buenas prácticas por parte de la compañía en el ámbito de la comunicación y publicidad otorgado por el Clúster de la Comunicación Gráfica de Galicia.[75]

- Premio AMPE de plata en 2017 en la categoría de mejor campaña de televisión por el anuncio navideño de la compañía del año anterior otorgado por la Asociación de Medios Publicitarios de España.[76]

- Premio Grove de Oro en 2016 a la filial Insuiña otorgado por la patronal Emgrobes.[77]

- Medalla de Oro de la Provincia de Pontevedra en 2007.[78]

- Medalla de Plata de Galicia en 2001, distinción de honor concedida por la Junta de Galicia a personas o instituciones por sus méritos al servicio de la comunidad.